# 스탐파
《스탐파》(이탈리아어: La Stampa)는 토리노에서 발행하는 이탈리아의 일간 신문이다. 이탈리아와 그외 유럽 국가에서도 널리 발행을 하고 있다. 이 신문사는 피아트가 소유하고 있다.

## 역사
1867년에 가제타 피에몬테세(Gazzetta Piemontese)라는 이름으로 설립되었다. 1895년에, 이 신문사는 알프레도 프레사티(피에르 조르조 프레사티의 아버지)에게 매입되었고, 현재의 명칭과 보도 관점을 주었다. 1924년에 사회주의자 자코모 마테오티의 살인자를 비판하는 논평을 썼다가, 프레사티를 강제로 사임시키고 신문사를 조반니 아녤리에게 매각하게 하였다.
1999년에 웹사이트를 운영하기 시작했고, 바티칸 관련 분석가들을 스태프로 두고 일간 신문을 운영하는 바티칸 인사이더(Vatican Insider)라는 프로젝트를 시작했다.
1999년 1월 26일에서 2006년 4월 7일까지 Specchio 라고 불리던 주간잡지를, 2006년 5월 26일부터, Specchio+ (Mirror) 라는 월간잡지로 발행한다.